# Олімпік (Марсель)
«Олімпі́к Марсе́ль» (фр. Olympique de Marseille) — французький футбольний клуб вищої ліги, що представляє місто Марсель. 9-разовий чемпіон Франції, 10-разовий володар кубка. Переможець Ліги чемпіонів 1992—93. Домашні ігри проводить на стадіоні «Велодром» (67 394 місця).

## Історія

Склад, який виграв Лігу чемпіонів 1992/93

Найяскравішою сторінкою в історії клубу була так звана «ера Тапі», пов'язана з бізнесменом Бернаром Тапі, який став президентом клубу в 1986 році. Тоді за команду виступали такі гравці, як Фаб'єн Бартез, Базіль Болі, Дідьє Дешам, Марсель Десаї, Кріс Водл, Жан-П'єр Папен, Руді Феллер. У сезоні 1992/1993 року команда зуміла виграти Лігу чемпіонів, перемігши у фіналі «Мілан» з рахунком 1–0 (гол забив Базіль Болі). Однак правління Тапі завершилося величезним скандалом, пов'язаним зі спробою підкупу гравців команди «Валенсьєн» з метою забезпечення перемоги «Олімпіка» і, що важливіше, уникнення його гравцями травм перед фіналом Ліги чемпіонів. Як наслідок, команду перевели в другий дивізіон і позбавили звання чемпіонів за сезон 1992/1993 років.

## Склад команди
Станом на 9 лютого 2025
| №  | Поз. | Нац.       | Гравець                                 |
| -- | ---- | ---------- | --------------------------------------- |
| 1  | ВР   | Аргентина  | Херонімо Рульї                          |
| 3  | ЗХ   | Франція    | Кентен Мерлен                           |
| 4  | ЗХ   | Італія     | Луїс Феліпе                             |
| 5  | ЗХ   | Аргентина  | Леонардо Балерді                        |
| 6  | ЗХ   | Швейцарія  | Уліссес Гарсія                          |
| 7  | ПЗ   | Аргентина  | Валентин Карбоні (в оренді з «Інтера»)  |
| 8  | НП   | Франція    | Ніл Мопе (в оренді з «Евертона»)        |
| 9  | НП   | Алжир      | Амін Гуїрі                              |
| 10 | НП   | Англія     | Мейсон Грінвуд                          |
| 11 | ПЗ   | Марокко    | Амін Харіт                              |
| 12 | ВР   | Нідерланди | Джеффрі де Ланге                        |
| 13 | ЗХ   | Канада     | Дерек Корнеліус                         |
| 14 | НП   | Камерун    | Фаріс Мумбанья                          |
| 17 | НП   | Англія     | Джонатан Роу (в оренді з «Норвіч Сіті») |

| №  | Поз. | Нац.                             | Гравець                                              |
| -- | ---- | -------------------------------- | ---------------------------------------------------- |
| 19 | ПЗ   | Центральноафриканська Республіка | Жоффрей Кондогбія                                    |
| 21 | ПЗ   | Франція                          | Валентен Ронж'є ()                                   |
| 22 | НП   | США                              | Тімоті Веа (в оренді з «Ювентуса»)                   |
| 23 | ПЗ   | Данія                            | П'єр-Еміль Гейб'єрг (в оренді з «Тоттенгем Готспур») |
| 25 | ПЗ   | Франція                          | Адріан Рабйо                                         |
| 26 | ПЗ   | Марокко                          | Білал Надір                                          |
| 29 | ЗХ   | Іспанія                          | Поль Лірола                                          |
| 36 | ВР   | Іспанія                          | Рубен Бланко                                         |
| 44 | НП   | Бразилія                         | Луїс Енріке                                          |
| 48 | НП   | Франція                          | Келіан Абдалла                                       |
| 62 | ЗХ   | Панама                           | Мікаель Мурільйо                                     |
| 77 | ЗХ   | Боснія і Герцеговина             | Амар Дедич                                           |
| 99 | ЗХ   | ДР Конго                         | Шансель Мбемба                                       |

## Досягнення
Чемпіонат Франції:
- Чемпіон (9): 1936—37, 1947—48, 1970—71, 1971—72, 1988—89, 1989—90, 1990—91, 1991—92, 2009—10
- Віце-чемпіон (12): 1937—38, 1938—39, 1969—70, 1974—75, 1986—87, 1993—94, 1998—99, 2006—07, 2008—09, 2010—11, 2012—13, 2019—20

Чемпіонат Франції (аматорська ера): 
- Чемпіон (1):  1928—29

Кубок Франції:
- Володар (10): 1923—24, 1925—26, 1926—27, 1934—35, 1937—38, 1942—43, 1968—69, 1971—72, 1975—76, 1988—89
- Фіналіст (9): 1933—34, 1939—40, 1953—54, 1985—86, 1986—87, 1990—91, 2005—06, 2006—07, 2015-16

Суперкубок Франції:
- Володар (3): 1971, 2010, 2011

Кубок Ліги:
- Володар (3): 2010, 2011, 2012

Кубок Шарля Драго: 
- Володар (1): 1956-57

Регіональна ліга Південний Схід:
- Чемпіон (4): 1927, 1929, 1930, 1931

Кубок європейських чемпіонів / Ліга чемпіонів УЄФА:
- Переможець (1): 1992-93
- Фіналіст (1): 1990-91

Кубок УЄФА / Ліга Європи:
- Фіналіст (3): 1998-99, 2003-04, 2017-18

Кубок Інтертото:
- Володар (2): 2005, 2006

## Відомі футболісти
| Франція - Мануель Аморо (1989-1993) - Фаб'єн Бартез (1992-1995), (2002-2006) - Лоран Блан (1997-1999) - Ален Богоссян (1993-1994) - Базіль Болі (1990-1994) - Ерік Кантона (1988-1991) - Бенуа Кое (1987-1990) - Джібріль Сіссе (2006-2008) - Дідьє Дешам (1989-1990), (1991-1994) - Ерік Ді Меко (1981-1986), (1988-1994) - Жан Джоркаєфф (1966-1970) - Жан-Франсуа Домерг (1986-1988) - Крістоф Дюгаррі (1998-2000) - Матьє Фламіні (2003-2004) - Вільям Галлас (1997-2001) - Бернар Женгіні (1986-1988) - Ален Жіресс (1986-1988) - Сабрі Лямуші (2005-2006) - Франк Лебеф (2001-2003) - Біксант Лізаразю (2004-2005) - Флоріан Моріс (1998-2001) - Самір Насрі (2004-2008) - Бруно Н'Готті (2001-2002) - Паскаль Ольмета (1990-1993) - Робер Пірес (1998-2000) - Жан-П'єр Папен (1986-1992) - Франк Рібері (2005-2007) - Франк Созе (1988-1990), (1991-1993) - Дідьє Сікс (1978-1980) - Сільвен Вільтор (2009-грає) - Маіро Дзателлі (1935-1938), (1944-1948) - Жюль Звунка (1966-1973) - Клод Макелеле (1997-1998) - Марсель Десаї (1992-1993) - Жоселін Англома (1991-1994) - Маріус Трезор (1972-1980) - Жан Тігана (1989-1991) - Ібрагім Ба (2002) - Ісса Крістіан Катулусі (1996-1998) | Албанія - Лорік Цана (2005-2009) Алжир - Брахім Хамдані (2001-2005) - Карім Зіані (2007-грає) Аргентина - Ектор Ріаль (1962-1963) - Ектор Ясальде (1976-1977) - Ренато Сівеллі (2006-грає) Бельгія - Даніель ван Буйтен (2001-2004) Боснія і Герцеговина - Блаж Слишкович (1986-1987) Бразилія - Сонні Андерсон (1993-1994) - Жаїрзіньо (1974-1975) - Пауло Сезар Ліма (1974-1975) - Карлос Мозер (1989-1992) Болгарія - Йордан Лечков (1996-1997) Камерун - Жозеф-Антуан Белл (1985-1988) - Франсуа Омам-Бійік (1992) - Жозеф Єґба Мая (1962-1970) Кот-д'Івуар - Сіріль Доморо (1997-1999) - Дідьє Дроґба (2003-2004) Хорватія - Ален Бокшич (1992-1993) - Ведран Руньє (2001-2004) - Йосип Скоблар (1966-1967), (1969-1975) Єгипет - Мідо (2003-2004) Німеччина - Клаус Аллофс (1987-1989) - Карл-Гайнц Ферстер (1986-1990) - Андреас Кепке (1996-1998) - Руді Феллер (1992-1994) Гана - Абеді Пеле (1987-1989), (1990-1993) Англія - Тревор Стівен (1991-1992) - Кріс Водл (1989-1992) - Лорі Каннінґем (1984-1985) | Ірландія - Тоні Каскаріно (1994-1997) Італія - Анджело Боллано (1948-1950) - Фабріціо Раванеллі (1998-2000) Ліберія - Джордж Веа (2000-2001) Малі - Саліф Кейта (1972-1973) - Сейду Кейта (1999-2000) Марокко - Ларбі Бенбарек (1938-1939), (1953-1955) Польща - Пйотр Сверчевський (2001-2003) Португалія - Паулу Футре (1993-1994) - Руі Барруш (1993-1994) Нідерланди - Боудевейн Зенден (2007-грає) Росія - Ігор Добровольський (1992-1993) - Дмитро Сичов (2002-2004) Сенегал - Хабіб Бейє (2003-2007) - Мамаду Ньянг (2005-грає) Сербія - Драган Стойкович (1990-1994) Іспанія - Рафаель Мартін Васкес (1992) - Іван де ла Пенья (1999-2000) - Альфонсо Перес (2001-2002) ПАР - Стів Моконе (1958-1959) Швеція - Гуннар Андерссон (1950-1958) - Дан Екнер (1950-1951) - Клас Інгессон (2000-2001) - Андерс Ліндерот (1977-1980) - Роджер Магнуссон (1968-1974) Швейцарія - Фабіо Челестіні (2002-2004) Уругвай - Енцо Франческолі (1989-1990) |